# ГЕС Cethana
ГЕС Cethana – гідроелектростанція у Австралії на півночі острова Тасманія. Знаходячись між ГЕС Lemonthyme та ГЕС Devils Gate, входить до складу дериваційного гідровузла Mersey – Forth, який використовує ресурс зі сточища річок, котрі дренують північний схил Центрального нагір’я Тасманії та впадають у Бассову протоку (Мерсі біля Девенпорту, а  Forth на десяток кілометрів західніше від цього міста).
В межах проекту Forth перекрили кам’яно-накидною греблею висотою 113 метрів та довжиною 213 метрів, яка потребувала 1,4 млн м3 матеріалу. Вона утримує водосховище з площею поверхні 4,14 км2 та об’ємом 112,2 млн м3. По руслу Forth сюди надходить ресурс не лише з верхів’я цієї річки, але і перекинутий з Мерсі через станцію Lemonthyme. Крім того, до сховища Cethana через ГЕС Вілмот (32 МВт) потрапляє вода із річки Вілмот, лівої притоки Forth, що має устя значно нижче за греблю Cethana.
Пригреблевий машинний зал станції зв’язали зі сховищем тунелем довжиною 0,13 км та оснастили однією турбіною типу Френсіс потужністю 100 МВт, яка при напорі у 98 метрів забезпечує виробництво 434 млн кВт-год електроенергії на рік.
Видача продукції відбувається по ЛЕП, розрахованій на роботу під напругою 220 кВ.